# Giulio Caccini

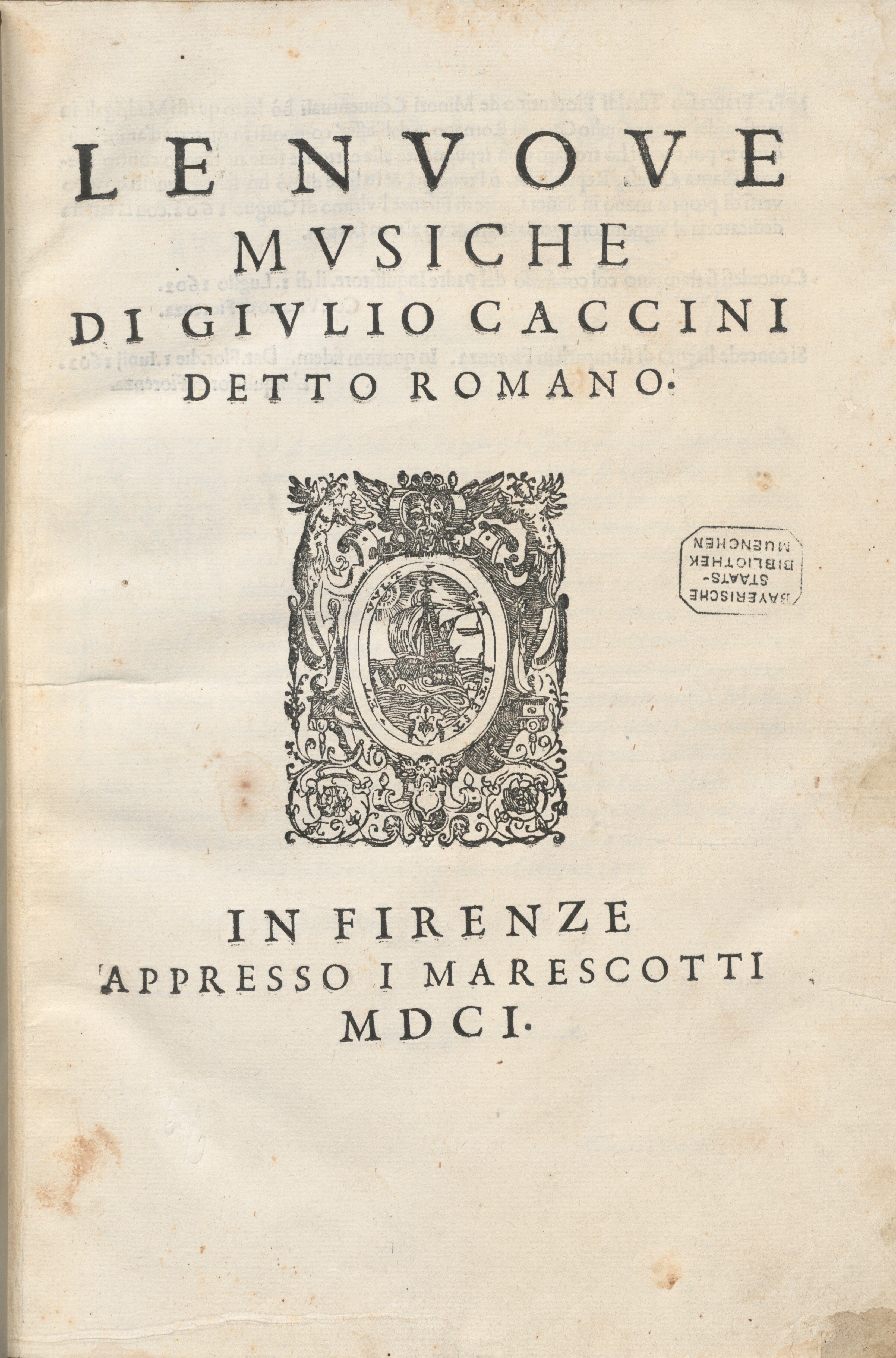
Titelsidan till Le nuove musiche (1601).

Giulio Caccini, född 8 oktober 1551 i Rom, död 10 december 1618 i Florens, var en italiensk renässans- och barockkompositör.

## Biografi
Giulio Caccini blev 1565, omkring 14 år gammal, sångare vid Medicis hov i Florens. Caccini räknas som kompositör till den så kallade florentinska musikreformen. Han var, efter Vincenzo Galilei, den förste som i stället för de flerstämmiga, kontrapunktiska sångerna satte enstämmiga, så kallade monodier (i Le nuove musiche, 1602). Det är framför allt för sådana sånger och madrigaler som Caccini blivit berömd; en av de mest kända av dessa är Amarilli, mia bella.
Däremot var Caccini inte, såsom han falskeligen kallade sig, en av operans grundläggare, ty hans Euridice är komponerad senare än Jacopo Peris. Det förekommer en tonsättning av Ave Maria som felaktigt brukar tillskrivas Caccini.
Han var bror till skulptören Giovanni Caccini och hans dotter Francesca Caccini var också en berömd kompositör.

## Verkförteckning

### Operor
- Euridice (1600)
- Il rapimento di Cefalo (1600)
- Euridice (1602)

### Samlingar
- Le nuove musiche I (1601, madrigaler och sånger)
- Le nuove musiche II (1614, madrigaler och sånger)